# 尾形俊太郎
尾形 俊太郎（おがたしゅんたろう、天保10年4月26日（1839年6月7日） - 大正2年（1913年）6月13日）は、新選組隊士。諸士取調兼監察および文学師範。姓は緒方、小形とも。本姓は三嶋であり、尾形姓は新撰組入隊に際して先祖に当たる武将の姓から名乗ったとされる。諱は義代。

## 新選組
天保10年（1839年）肥後国熊本藩領来民にて父三嶋源弥、母ヲトジュの子として生まれる。新選組の中では永倉新八と同年齢。新選組入隊は文久3年（1863年）5月25日以降とされる。同年6月の編成では、副長助勤を務めている。八月十八日の政変に参加したと考えられるが、元治元年（1864年）6月の池田屋事件には留守居役を命じられ不参加。同年12月に長州征討を考えた行軍録では、五番組組頭に就任している。
局長近藤勇の信頼が厚かったようで、初期より重用され、元治元年に江戸への隊士募集行きや、慶応元年（1865年）と慶応2年（1866年）の二度に渡る長州出張に例外なく随行している。慶応元年4月の編成では、諸士取調役兼監察方及び文学師範に就任し、文官として高く評価されていたようである。慶応3年（1867年）6月の幕臣取立では、副長助勤として見廻組格となっている。
慶応4年（1868年）1月に勃発した鳥羽・伏見の戦いでは目付を務め、大阪に敗走後、江戸に帰還。その後も在隊し、甲州勝沼の戦いを通して会津にへ向かい、同年8月21日の母成峠の戦いで敗走。22日に斎藤一こと山口次郎ら38名と共に会津若松城下外堀外の斉藤屋に宿泊した記録を最後に消息を絶った。なお、会津まで新選組に同行した副長助勤は、尾形と斎藤のみであった。

## 消息
尾形の消息は長きにわたり判然としなかった。新選組隊士・中島登は「行方不明」とし、新選組隊士・横倉甚五郎は「会城（会津若松城）に残った」としている。いずれにしても新選組本陣から離れており、その後は以下のような諸説があるが、どれも確証がなかった。
- 会津に残り、そこで生涯を終えた。
- 仙台藩士と共に抗戦し、仙台で降伏した。
- 故郷の熊本に帰り、地元の警察で剣術を教えた。

会津三代の正福寺に新選組隊士・松本喜次郎の墓と共に「尾形」という姓の新選組隊士の墓があったという伝承があるが、定かではない。
一説によると、明治時代に「古閑膽次」と名前を変え、東京へ出た際に大警視・川路利良（旧薩摩藩士）、青森県知事・佐和正（旧仙台藩士）によって藤田五郎と変名した旧新選組隊士・斎藤一と共に警視庁に採用され川路の下で斎藤と共に諜報活動を行った後、消防署長となり、明治34年（1904年）に殉職したと言う。
平成25年（2013年）、霊山歴史館に尾形の子孫から俊太郎の手による漢詩書が寄贈され、この書と共に発見された文書の解析によって、尾形の生没年や来歴、その後が明らかとなった。
それによると、尾形は会津でしばらく過ごしてから故郷の熊本に戻り、姓を本来の「三嶋」に戻し明治2年（1869年）に鹿本町の女性と結婚。明治26年（1893年）に現在の熊本県山鹿市鹿北町の椎持地区より養子をとり、明治36年（1903年）には自らも椎持地区へ転居した。後に椎持地区の須屋と言う集落で私塾を開き、その私塾では周りから「しゅんがん先生」と呼ばれていた。また、熊本県山鹿市鹿北町多久の原には尾形自らの書である「溝渠疏鑿記念碑」という石碑が残っている。この石碑については、鹿北町史にも記載があり、その中に「三島仙厳」と言う名前で記録が残っている。妻が亡くなった晩年は鹿北町または岳間（現在は嶽間）で過ごし、故郷の来民に戻ったという。会津戦争の際に負ったと思われる目の怪我が元で、晩年には視力をほとんど失っていたという。
新撰組隊士であったことを周囲に話すことはなく、ただ文書の片隅に「元壬生浪士」とだけ記されていたという。また、尾形が記したとされる書幅の歌が残っている。
寿命（ナガイキ）
一人で来て   一人で帰るも   迷（アワレ）なり       来るも去らぬも   憐なり

## 尾形を扱った作品
- 『新撰組捕物帖－源さんの事件簿』（秋山香乃、河出書房新社）
- 『新選組裏表録 地虫鳴く』（木内昇、集英社）
- 『White Tiger～白虎隊西部開拓譚～』（夏目義徳、集英社）